# 6315 Barabash
6315 Barabash eller 1990 TS är en asteroid i huvudbältet som upptäcktes den 11 oktober 1990 av de båda japanska astronomerna Seiji Ueda och Hiroshi Kaneda i Kushiro. Den är uppkallad efter Stanislav Barabash.
Asteroiden har en diameter på ungefär 3 kilometer.